# Фьюмината
Фьюмината (итал. Fiuminata) — коммуна в Италии, располагается в регионе Марке, в провинции Мачерата.
Население составляет 1604 человека (2008 г.), плотность населения составляет 20 чел./км². Занимает площадь 76 км². Почтовый индекс — 62025. Телефонный код — 0737.
В коммуне 15 августа особо празднуется Успение Пресвятой Богородицы.

## Демография
Динамика населения:

## Администрация коммуны
- Официальный сайт: http://www.fiuminata.sinp.net/